# Вергун, Илья Владимирович
Илья́ Влади́мирович Вергу́н (укр. Ілля Володимирович Вергун, позывной — Бостон; 1994, Днепропетровск) — украинский военнослужащий, капитан, участник российско-украинской войны. Герой Украины (2023).

## Биография
Родился в 1994 году в городе Днепропетровск. Окончил Национальный горный университет и прошёл обучение на военной кафедре при вузе.
В 2015 году возглавил благотворительный фонд «Украинское сердце патриота». Участвовал в АТО и ООС. С 2017 по 2019 год проходил службу по контракту в 65-м ракетно-артиллерийском арсенале. Позднее работал в «ПриватБанке».
С 2021 года вновь на военной службе: командир взвода, с марта 2022 года — командир батареи противотанковых управляемых ракетных комплексов 9К111-1 «Конкурс», с 2023 года — заместитель командира роты ударных беспилотников 93-й отдельной механизированной бригады.
Во время полномасштабного российского вторжения в Украину принимал участие в деоккупации города Тростянец Сумской области, где командовал противотанковыми расчётами, и сдерживал противника на Изюмском направлении. Подразделения под его руководством и при его личном участии уничтожили значительное количество российской техники.
Участвовал в битве за Бахмут и получил звезду Героя Украины из рук президента Зеленского вблизи Бахмута.

## Награды
- Звание «Герой Украины» с удостоением ордена «Золотая Звезда» (21 марта 2023) — за личное мужество и героизм, проявленные в защите государственного суверенитета и территориальной целостности Украины, верность военной присяге[1].
- Орден Богдана Хмельницкого III степени (21 июня 2023) — за личное мужество и высокий профессионализм, проявленные в защите государственного суверенитета и территориальной целостности Украины, верность военной присяге[2].